# Foucaultovo kyvadlo na Přírodovědecké fakultě Univerzity Palackého v Olomouci
Foucaultovo kyvadlo na Přírodovědecké fakultě Univerzity Palackého v Olomouci je elektromagneticky řízené Foucaultovo kyvadlo, které je zavěšeno na stropu vstupní haly budovy Přírodovědecké fakulty Univerzity Palackého v Olomouci. Je to nejdelší Foucaltovo kyvadlo v Česku.

## Historie a popis
Na Přírodovědecké fakultě Univerzity Palackého bylo v roce 2014 umístěno Foucaultovo kyvadlo, které je s délkou 25,5 m nejdelším Foucaultovým kyvadlem v Česku. Prochází přes 6 pater budovy. Nese jméno francouzského fyzika Jean Bernarda Leóna Foulcaulta (1819–1868), který je známý pokusem s tímto kyvadlem, kdy v pařížském Pantheonu v roce 1851, dokázal, že planeta Země je v důsledku své rotace neinerciální vztažná soustava (tj. důkaz, že se Země otáčí kolem své osy). Aby se kyvadlo na Přírodovědecké fakultě pohybovalo a jeho pohyb nebyl rušen, je poháněno a řízeno elektromagnetem za pomoci čtveřice laserů. Kyvadlo vzniklo jako dílo z následného projektu úspěšné diplomové práce studenta optiky na fakultě. Kyvadlo má periodu kmitání 10,1 s (tj. frekvenci kmitání ≈ 0,09901 Hz) a hmotnost 37 kg.

## Galerie

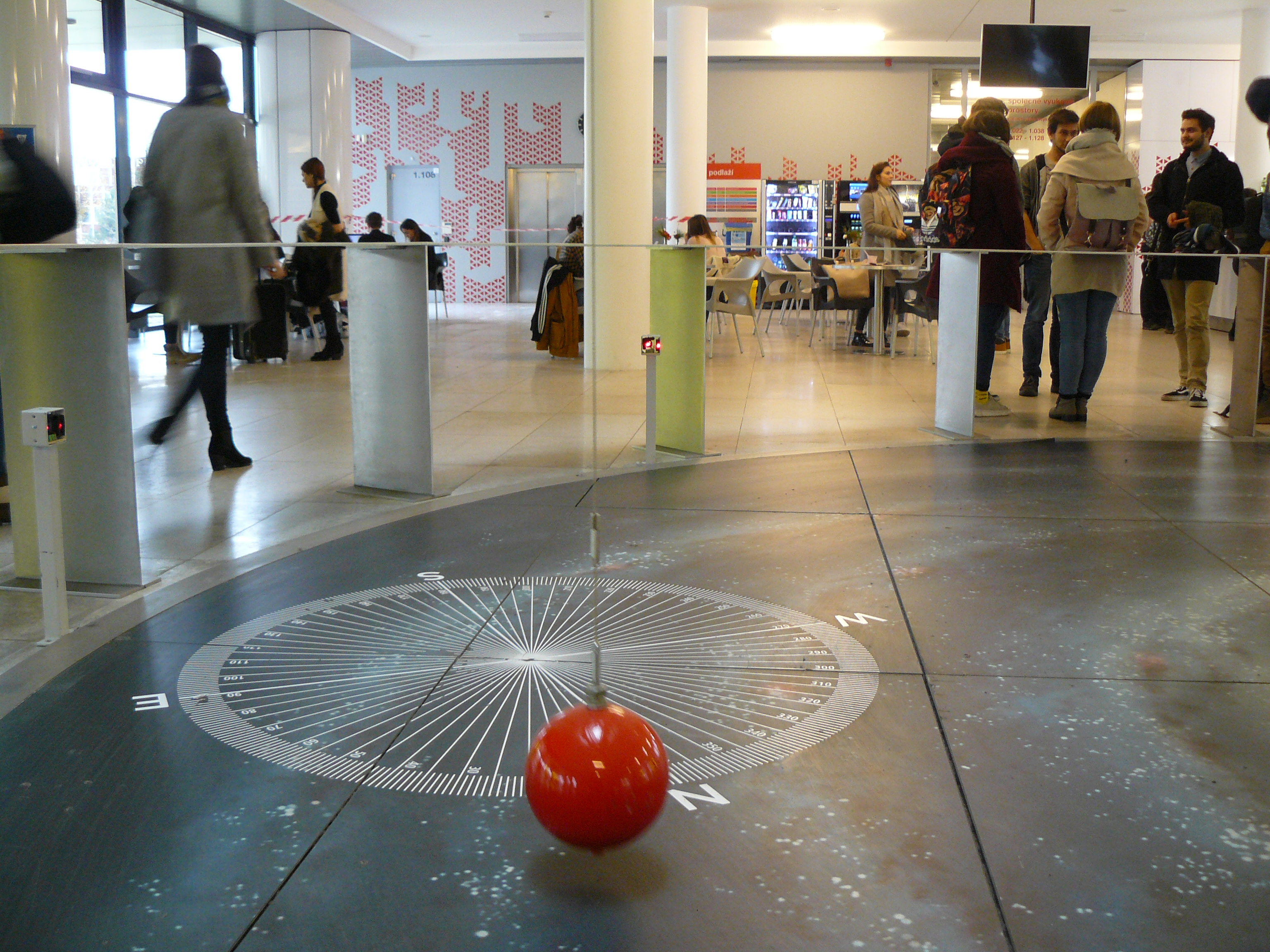
Pohled na spodní část kyvadla
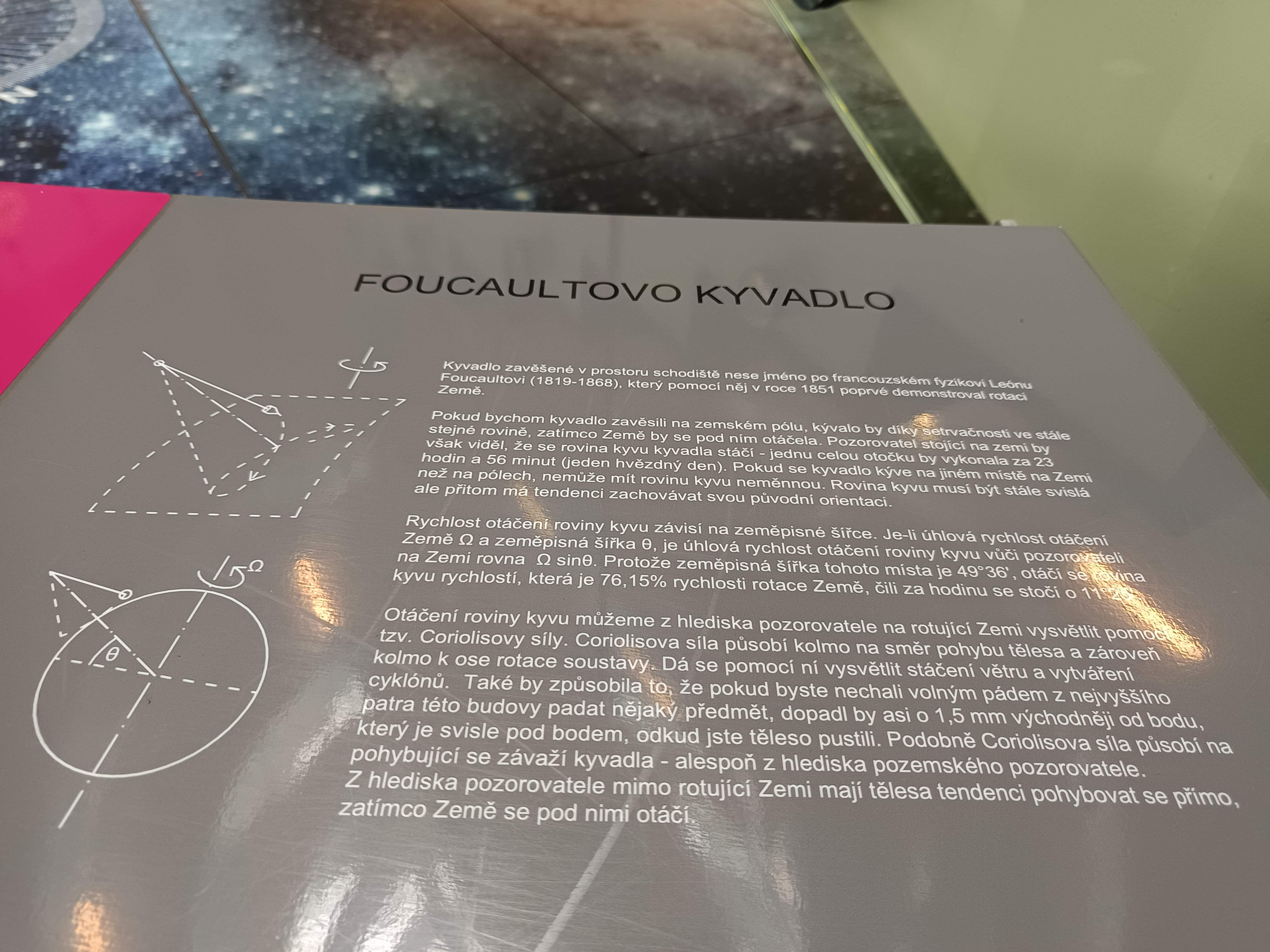
Informační panel u kyvadla